# Кондрово
Кондрово (рус. Кондрово) град је у Русији у Калушкој области. Према попису становништва из 2010. у граду је живело 16672 становника.

## Становништво
| 1959.  | 1970.  | 1979.  | 1989.  | 2002.  | 2010.  |
| ------ | ------ | ------ | ------ | ------ | ------ |
| 13.054 | 15.686 | 15.106 | 17.212 | 17.177 | 16.672 |